# 塞缪尔·萨默维尔
塞缪尔·萨默维尔 (英語：Samuel Jacob Somerville)，(1994年8月4日—)，是马来西亚足球运动员，出生於英格蘭，場上司职门将。目前效力马来西亚超级足球联赛俱乐部雪兰莪，也代表马来西亚国家足球队。

## 俱乐部生涯
塞缪尔·萨默维尔在法恩堡展开职业生涯。

### 柔佛DT
2015年，拥有英格兰与马来西亚血统的塞缪尔·萨默维尔被马来西亚足球超级联赛柔佛DT邀请加盟，于2016年，塞缪尔·萨默维尔正式离开英格兰与签约柔佛DT。

### 雪兰莪
2021年12月7日，塞缪尔·萨默维尔离开槟城，并与雪兰莪签约。